# Camalig
Camalig est une municipalité de la province d'Albay, aux Philippines.
Sa population est de 63 585 habitants au recensement de 2010 sur une superficie de 131 km2, subdivisée en 50 barangays.